# Анапластичні олігодендрогліоми
Анапластичні олігодендрогліоми — це нейроепітеліальна пухлина, яка, як вважають, виникає з олігодендроцитів, типу клітин глії. У класифікації пухлин головного мозку Всесвітньої організації охорони здоров'я (ВООЗ) анапластичні олігодендрогліоми класифікуються як III ступінь. В ході захворювання може переродитися в високозлоякісну олігодендрогліому IV ступеня. Переважна більшість олігодендрогліом виникає спорадично, без доведеної причини та без передачі в родині.

## Ознаки та симптоми
- Епілептичний напад
- Напад[3]
- Головний біль
- Слабкість в одній стороні тіла
- Мовні труднощі
- Зміни поведінки та особистості
- Проблеми з рівновагою та рухом
- Проблеми з пам'яттю

## Патогенез
Анапластичні (злоякісна) олігодендрогліоми належить до групи дифузних гліом і виникає в центральній нервовій системі (головному та спинному мозку) зі стовбурових клітин -попередників олігодендроцитів. Ця пухлина виникає переважно в середньому дорослому віці з піком частоти на 4 та 5 десятиліттях життя.

## Діагностика
Найважливішою діагностичною процедурою є магнітно-резонансна томографія (МРТ). Іноді, крім звичайної діагностики, метаболізм в тканинах показують за допомогою позитронно-емісійної томографії (ПЕТ). Діагноз підтверджується тонким дослідженням тканин після операції. Анапластичні олігодендрогліоми часто демонструють втрату генетичного матеріалу. Приблизно 50-70 Анапластичні олігодендрогліоми III ступеня за ВООЗ демонструють комбіновані алельні втрати на короткому плечі хромосоми 1 (1p) і довгому плечі хромосоми 19 (19q). Ця зміна в основному називається «1p/19q Co Deletion». Це можна вважати сприятливим для пацієнта та робить відповідь на променеву або хіміотерапію більш імовірною. Позначення олігодендрогліоми III ступеня (високого ступеня) зазвичай охоплює попередні діагнози анапластичної або злоякісної олігодендрогліоми.

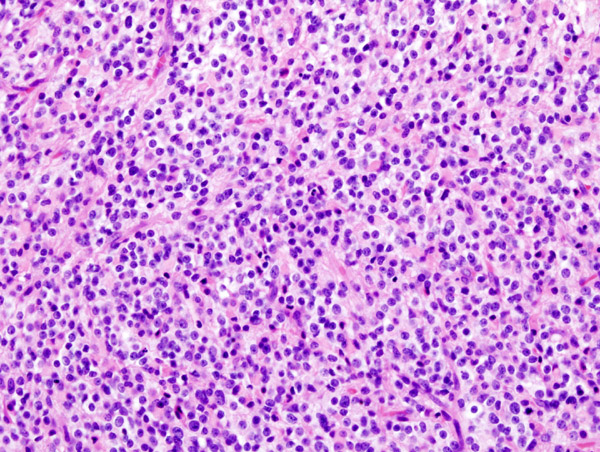
Гістопатологічний образ анапластичного олігодендрогліону в мозку. Фарбування гематоксиліном і еозином.
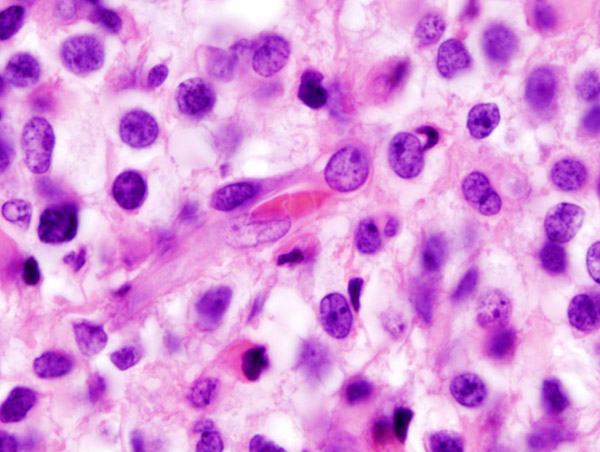
Priblížení si všimnite nepravidelné tvary buniek a Jadier.
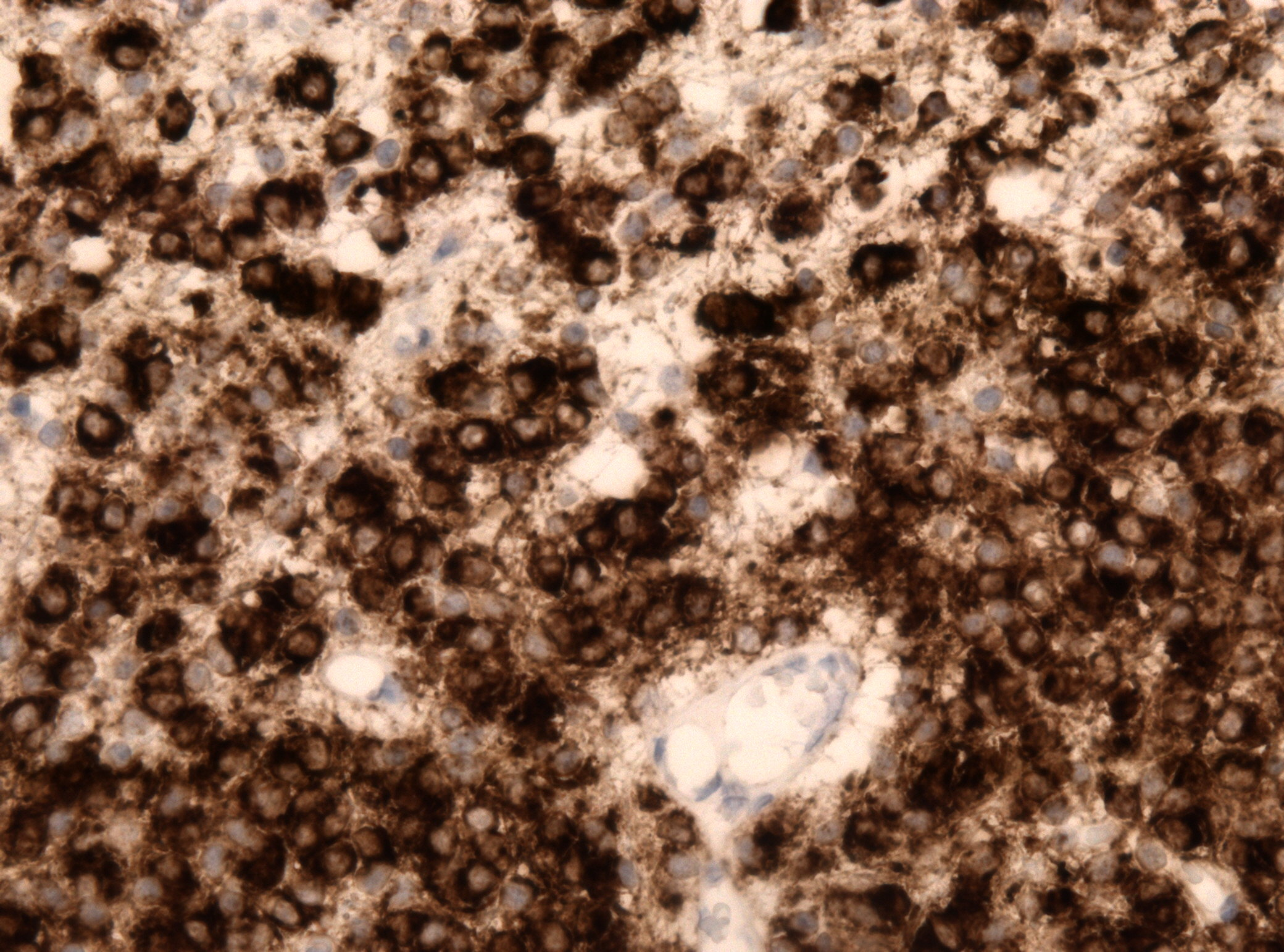
IDH1 R132H в анапластичній олігодендрогліомі

## Лікування
Хірургія може допомогти зменшити симптоми, викликані пухлиною. Бажано якомога повніше видаляти пухлину, видиму на МРТ, за умови, що розташування пухлини це дозволяє. Оскільки клітини анапластичної олігодендрогліоми зазвичай вже мігрували в навколишню здорову тканину мозку на момент діагностики, повне хірургічне видалення всіх пухлинних клітин неможливо. Маркер «1p/19q Codeletion» відіграє все більш важливу роль у виборі терапії та терапевтичних комбінацій. Оскільки ця пухлина є млява прихильність (повільно прогресуючий медичний стан, пов'язаний із незначним болем або без нього) та потенційною захворюваністю, пов'язаною з нейрохірургічними втручаннями, хіміотерапією та променевою терапією, більшість нейроонкологів спочатку дотримуватимуться уважного очікування та лікуватимуть пацієнтів консервативно. Симптоматичне лікування часто включає використання протисудомних препаратів для лікування судом і стероїдів для лікування набряку мозку. Для подальшого лікування променева терапія або хіміотерапія темозоломідом або хіміотерапія прокарбазином, ломустином і вінкристином (PCV) виявилися ефективними та були найбільш часто використовуваним режимом хіміотерапії для лікування анапластичній олігодендрогліомі.
Кіберніж може використовуватися для лікування анапластичної олігодендрогліоми.

## Прогноз
5-річна відносна виживаність:
- 20-44 роки, 76 %
- 45-54 роки, 67 %
- 55-64 роки, 45 %

Прокарбазин, ломустин і вінкристин застосовуються з травня 1975 року. Протягом 48 років у терапевтичних дослідженнях регулярно випробовувалися нові терапевтичні варіанти для покращення лікування анапластичні олігодендрогліоми.

## Досліджування
Це було відкриття, що новоутворення спілкуються один з одним у великій мережі, обмінюються речовинами, необхідними для виживання, і таким чином можуть уникнути наслідків радіації або хіміотерапії. Мережевий комунікація також відіграє важливу роль у поширенні хвороби. Ракові клітини також прикріплюються до здорових нервових клітин і отримують від них прямі сигнали, завдяки чому пухлини можуть рости швидше. Досліджені механізми не тільки пропонують принципово нові пояснення дуже агресивного росту цього типу пухлини. Вони також пропонують підходи до нових методів лікування, щоб зупинити ріст пухлин головного мозку та зробити існуючі методи лікування більш ефективними. Таким чином, переривання або навіть знищення мереж ракових клітин стає абсолютно новим терапевтичним принципом в онкології, і перші клінічні випробування базуються на цих висновках.